# جزيرة أبوت
جزيرة أبوت (بالإنجليزية: Abbott Island)‏ جزيرة في القارة القطبية الجنوبية، تقع على بعد 1 ميل بحري (2 كـم) غرب جزيرة ديفيس في الجزء الجنوبي من خليج بوكيه ، وقبالة الجانب الشمالي الشرقي من جزيرة برابانت في أرخبيل بالمر. تم رسمها وتخطيطها من قبل بعثة القطب الجنوبي الفرنسية تحت قيادة جان باتيست شاركوت (1903-1905). ولاحقا قامت شركة (Hunting Aerosurveys Ltd) البريطانية بتصويرها في عام 1956–1957 . استخدمت هذه الصور لرسمها على خريطة الأرض في عام 1959.
أطلقت عليها لجنة المملكة المتحدة لأسماء الأماكن في القطب الجنوبي (UK-APC) هذا الاسم تكريما ل (مود أبوت) ، وهي طبيبة كندية كانت ذات شهرة عالمية في علاج أمراض القلب الخلقية.